# Prawo handlowe
Prawo handlowe – jedna z gałęzi prawa prywatnego, wyrosła z prawa cywilnego na skutek potrzeby odrębnego uregulowania cywilnoprawnego obrotu profesjonalnego. W ustawodawstwach kontynentalnego systemu prawa bywa z reguły ujęte w odrębny kodeks, noszący zwykle nazwę kodeksu handlowego (niem. Handelsgesetzbuch, fr. Code de commerce). Są jednak systemy prawa, które nie wydzielają prawa handlowego w odrębny akt prawny – np. włoski Codice civile zawiera przepisy normujące obrót powszechny i obrót profesjonalny (również obrót konsumencki).
Prawo handlowe ma swoje korzenie w klasycznym rzymskim prawie zobowiązań. Początków odrębnego prawa handlowego upatruje się w późnośredniowiecznych Włoszech, gdy odrodził się handel na skalę ponadlokalną i zajęły się nim wyspecjalizowane podmioty (z których narodziły się dzisiejsze spółki handlowe). Do pełnej emancypacji prawa handlowego doszło w Europie w XIX wieku pod wpływem intensywnego rozwoju gospodarczego.
W Polsce prawo handlowe było skodyfikowane w okresie od 1 lipca 1934 do 1 stycznia 1965. Obowiązywały wtedy obie księgi kodeksu handlowego, obejmujące całe polskie prawo handlowe. Obowiązujący obecnie Kodeks spółek handlowych normuje tylko „ustrojową” część prawa handlowego (dawna Księga I kodeksu handlowego). Brak natomiast w polskim prawie pełnej regulacji czynności handlowych. Tylko niektóre z nich zostały unormowane w ramach księgi III kodeksu cywilnego (umowa agencyjna, komisu, spedycji, przewozu, składu). Z tego względu w piśmiennictwie prawniczym można spotkać się ze stwierdzeniem, że kodeksem handlowym, z racji pełnionej funkcji, jest kodeks cywilny.
W polskiej nauce prawa wskazuje się, że prawo handlowe stanowi prywatnoprawną część prawa gospodarczego.

## Relacja prawa handlowego i cywilnego
Zgodnie z poglądem panującym w doktrynie prawo handlowe jest jednym z działów prawa cywilnego.
W niektórych krajach regulacje dotyczące spółek i umów handlowych są nawet włączone do kodeksów cywilnych. Jest tak na przykład we Włoszech. Istnieją jednak istotne różnice pomiędzy prawem handlowym i powszechnym prawem cywilnym. Podobnie jak prawo pracy i prawo własności intelektualnej, ze względu na swoją specyfikę prawo handlowe jest wyodrębnioną częścią prawa cywilnego.
W art. 2 KSH wyrażona jest zasada ograniczonej autonomii spółek handlowych. W myśl tego artykułu, w sprawach określonych w art. 1 § 1 KSH (przepisy wspólne), nieuregulowanych w kodeksie spółek handlowych, zastosowanie mają przepisy kodeksu cywilnego. Jeżeli wymaga tego właściwość (natura) stosunku prawnego spółki handlowej, przepisy kodeksu cywilnego stosuje się odpowiednio.

## Normy prawa handlowego
Nauka prawa wyróżnia normy prawa handlowego spośród norm prawa prywatnego przy zastosowaniu różnych, konkurencyjnych kryteriów:
- kryterium podmiotowe – normy prawa handlowego regulują te stosunki prawne, których stronami są osoby zawodowo trudniące się obrotem handlowym (kupcy); w tym ujęciu prawo handlowe było prawem stanu kupieckiego (lex mercatoria); to kryterium zastosowano w niemieckim HGB i w polskim Kodeksie handlowym z 1934;
- kryterium przedmiotowe – prawo handlowe reguluje stosunki prawne wynikające z wyszczególnionych czynności prawnych, związanych z obrotem gospodarczym, określanych jako czynności handlowe; to kryterium przyjął napoleoński Kodeks handlowy;
- kryterium mieszane (podmiotowo-przedmiotowe); ten system wyróżnia trzy rodzaje czynności prawa handlowego: 1) obiektywne (uznawane za czynności prawa handlowego niezależnie od dokonującego je podmiotu), 2) subiektywne (dokonującemu ich podmiotowi nadawały charakter kupca), 3) czynności, które obejmowało prawo handlowe, jeżeli podmiotem ich dokonującym był kupiec; na tym kryterium oparto projekt Powszechnego Niemieckiego Kodeksu Handlowego.